# Prunus rufa
Prunus rufa là loài thực vật có hoa trong họ Hoa hồng. Loài này được (Wall.) Steud. miêu tả khoa học đầu tiên năm 1841.